# فينسترفالده
فينستروالده (بالألمانية: Finsterwalde) هي مدينة و بلدة ألمانية تقع في ألمانيا في براندنبورغ. يقدر عدد سكانها بـ 18,516 نسمة .

## المدن التوأمة
مدن Montataire، إيبلبورن، جودا (مدينة)، Dzierzgoń، سالاسبليس و Sønderborg هي مدن توأمة لـفينستروالده.

## أعلام
- توماس إيسفيلد
- هينينج بوميل
- كريستوف ليمان
- ستيفاني بول